# Den röda jorden
Den röda jorden (danska: De røde enge) är ett danskt krigsdrama från 1945 i regi av Bodil Ipsen och Lau Lauritzen Jr. baserat på motståndskämpen Ole Valdemar Juuls roman med samma namn från 1945. Filmen, med Poul Reichhardt och Lisbeth Movin i huvudrollerna, är en spänningssaga som kretsar kring minnen av en dansk sabotör när han väntar på sin avrättning i ett tyskt krigsfängelse. Den röda jorden, som filmades i Danmark bara månader efter slutet av den tyska ockupationen under andra världskriget, var en hyllning till de danska motståndsmännen. Filmen fick Guldpalmen på filmfestivalen i Cannes och anses vara ett stilistiskt mästerverk.